# جون غاردنر (سياسي)
جون غاردنر (بالإنجليزية: John Gardner)‏ هو سياسي أمريكي، ولد في 1747، وتوفي في 18 أكتوبر 1808.